# 크롤 (2019년 영화)
《크롤》(영어: Crawl)은 2019년 개봉한 미국의 재난 공포 영화이다. 샘 레이미가 제작하고 알렉상드르 아자가 감독을 맡았다. 카야 스코델라리오와 배리 페퍼가 출연한다.

## 줄거리
플로리다 대학교 수영 선수 헤일리 켈러는 언니 베스에게서 카테고리 5 허리케인이 다가오고 있으니 주를 떠나라는 전화를 받는다. 사이가 소원해진 아버지 데이브의 안전을 걱정한 헤일리는 그의 콘도를 확인하지만, 가족견 슈거 외에는 아무도 없음을 알게 된다. 베스의 전 남자친구인 플로리다 주 경찰 웨인의 지시를 무시하고, 헤일리는 대피 명령을 따르지 않고 슈거와 함께 홍수 위험이 있는 산호 호수에 있는 옛 가족 집으로 간다.
헤일리는 집이 비어있는 것을 발견한다. 그녀는 집 아래 크롤 스페이스로 들어가서 아버지가 상처투성이지만 살아있는 것을 발견한다. 그녀는 아버지를 끌어내려고 하지만 거대한 미시시피악어에 의해 저지당한다. 그녀와 아버지는 악어가 들어올 수 없는 곳으로 다시 피신하지만, 그녀는 휴대폰을 떨어뜨린다. 집이 물에 잠기기 시작하자 그녀는 휴대폰을 되찾으려고 하지만, 휴대폰을 부수고 다리를 다치게 하는 두 번째 악어를 만난다. 그녀는 안전한 공간으로 다시 피신한다. 벽의 구멍을 통해 밖을 내다보니, 그녀는 근처 주유소에서 세 명의 약탈자를 본다. 그녀는 한 명의 주의를 끌지만, 세 명 모두 불어나는 홍수 속을 헤엄치는 악어들에게 공격당하고 잡아먹힌다.
웨인과 그의 파트너 피트가 헤일리와 데이브를 찾기 위해 옛집에 도착한다. 웨인은 집으로 들어가지만, 피트는 악어들의 기습 공격을 받아 갈기갈기 찢긴다. 웨인은 크롤 스페이스를 찾는다. 헤일리와 데이브는 그에게 위험을 경고하지만, 그는 끌려 들어가 잡아먹힌다. 탈출을 위한 최후의 노력으로 헤일리는 우수관으로 헤엄쳐 가는데, 그곳에서 악어들이 둥지를 틀고 알을 낳았다는 것을 알게 된다. 악어가 그녀를 공격하지만, 그녀는 웨인의 총으로 악어를 죽인다.
물이 거의 크롤 스페이스를 가득 채우자, 헤일리는 우수관을 통해 침수된 거리로 헤엄쳐 나와 집으로 들어가 쇠지렛대를 사용하여 거실 바닥에 구멍을 뚫어 데이브를 구한다. 그들은 슈거를 데리고 밖의 보트로 향하는데, 태풍의 눈이 이웃을 지나간다. 그러나 불어난 물이 근처 제방을 뚫고 그들을 다시 집으로 몰아넣어 그들을 갈라놓는다.
데이브와 슈거가 계단을 올라가던 중, 악어가 데이브를 공격하여 그의 오른쪽 팔뚝을 물어뜯는다. 헤일리는 부엌을 돌아다니며 물에 떠 있는 경찰 무전기로 구조를 요청한다. 악어가 그녀에게 다가오지만, 그녀는 악어를 욕실 샤워 부스에 가둔다. 다락방으로 가는 도중, 그녀는 데스 롤로 자신을 죽이려는 또 다른 악어의 공격을 받는다. 그녀는 플레어로 악어의 눈을 찌르고 세 명 모두 지붕 위에서 재회한다. 아슬아슬하게 또 다른 악어를 피한 후, 그들은 헤일리의 전화를 받은 구조 헬리콥터가 머리 위로 날아갈 때 잠시 지붕 위에서 휴식한다. 그녀는 플레어를 터뜨려 신호를 보내고, 자랑스럽게 지켜보는 아버지에게 승리와 안도의 눈길을 보낸다.

## 출연진
- 카야 스코델라리오 - 헤일리 켈러
- 배리 페퍼 - 데이브 켈러
- 로스 앤더슨 - 웨인 테일러
- 앤슨 분 - 스탠
- 호세 팔마 - 피트
- 조지 섬너 - 메리
- 에이미 멧캐프
- 모피드 클라크 - 베스 켈러
- 안나마리아 세르다 - 에마
- 서배나 스타인 - 리사